# Alone in the Dark (banda sonora)
Alone in the Dark es un álbum/banda sonora de la película basada en el videojuego, Alone in the Dark, lanzado el 25 de enero de 2005 a través de Nuclear Blast Records en conjunción con Century Media, teniendo como productor ejecutivo a Wolfgang Herold. La banda finlandesa de Metal Sinfónico Nightwish lanzó un video de la canción "Wish I Had an Angel" (dirigido por Uwe Boll), el cual contiene clips de la película.

## Lista de canciones
Disco 1
1. "Vredesbyrd" – Dimmu Borgir*
2. "What Drives the Weak" – Shadows Fall
3. "Cyberwaste" – Fear Factory
4. "Touch of Red" – In Flames*
5. "Devour" – Strapping Young Lad
6. "Peace" – Agnostic Front*
7. "Gone Forever" – God Forbid
8. "Down Again" – Chimaira
9. "Lost to Apathy" – Dark Tranquillity
10. "Blacklist" - Exodus*
11. "Imperium" - Machine Head
12. "Stabbing the Drama" - Soilwork*
13. "Daylight Dancer" - Lacuna Coil
14. "Panasonic Youth" - Dillinger Escape Plan
15. "Rational Gaze" - Meshuggah*
16. "Wish I Had an Angel" - Nightwish
17. "Mother of Abominations" - Cradle of Filth

Disco 2
1. "Dead Eyes See No Future" – Arch Enemy
2. "The Devil Incarnate" – Death Angel *
3. "Medieval" – Diecast
4. "Daughter of the Damned" – Fireball Ministry*
5. "The Weapon They Fear" – Heaven Shall Burn
6. "Eraser" – Hypocrisy*
7. "Blood and Thunder" – Mastodon
8. "The Great Depression" – Misery Index
9. "Ghost" - Mnemic*
10. "Slaughtervain" – Dew-Scented*
11. "Souls to Deny" – Suffocation
12. "Watch Out" – Raunchy*
13. "As I Slither" – Kataklysm*
14. "Outnumbering the Day" – Bloodbath
15. "Deconstruction" – All Shall Perish*
16. "Minion" – Bleed the Sky*
17. "On Earth" – Samael*
18. "One Shot, One Kill" – Dying Fetus
19. "99" – The Haunted

## Versión Original
La versión original de la banda sonora contiene las siguientes canciones
Disco 1
1. Nightwish - Wish I Had An Angel
2. Dimmu Borgir - Progenies of the Great Apocalypse
3. Lacuna Coil - Daylight Dancer
4. Deathstars - Synthetic Generation
5. Soilwork - Stabbing the Drama
6. The Haunted - All Against All
7. In Flames - The Quiet Place
8. Strapping Young Lad - Devour
9. Agnostic Front feat. Jamie Jasta - Peace
10. Chimaira - Down Again
11. Shadows Fall - What Drives the Weak
12. Exodus - Blacklist
13. Machine Head - Imperium
14. Death Angel - The Devil Incarnate
15. Apocalyptica - Cohkka
16. Cradle of Filth - Mother of Abominations
17. Hypocrisy - Deathrow (No Regrets)

Disco 2
1. Mnemic - Ghost
2. Agathodaimon - Alone in the Dark (Soundtrack Version)
3. Anthrax - What Doesn't Die
4. Nevermore - Enemies of Reality
5. Disbelief - Floating on Hight
6. Arch Enemy -Dead Eyes See No Future
7. Dark Tranquillity - Lost to Apathy
8. Meshuggah - Rational Gaze
9. Napalm Death - Troops of Doom
10. Misery Index - The Great Depression
11. Heaven Shall Burn - The Weapon They Fear
12. God Forbid - Gone Forever
13. Bleed the Sky - Killtank
14. Diecast- Medieval
15. All Shall Perish - Deconstruction
16. Into Eternity - Spiraling into Depression
17. Bloodbath - Outnumbering the Day
18. Kataklysm - As I Slither
19. Dew-Scented - Cities of the Dead
20. Angelzoom - Peace of Mind

## Apariciones
Las siguientes bandas aparecen en el álbum por cortesía de sus respectivas disqueras (*No se citan las bandas que mantienen un contrato con Nuclear Blast).
Liquid 8 Records
- Fear Factory

Roadrunner Records
- Chimaira
- Cradle of Filth
- Machine Head
- Nightwish

Relapse Records
- The Dillinger Escape Plan
- Dying Fetus
- Mastodon
- Suffocation

Century Media
- Shadows Fall
- Strapping Young Lad
- Lacuna Coil
- God Forbid
- Dark Tranquillity
- Arch Enemy
- Diecast
- Heaven Shall Burn
- Bloodbath
- The Haunted

## Personal
- Gerardo Martínez - Coordinación musical del álbum, compilador
- Phil Hinkle - compilador
- Steve Aschenbrenner - mazterizador
- Lions Gate Films - arte y diseño de la portada

Anthony Clarkson - diseño
Mezcladores de Audio
- Colin Richardson
- Daniel Bergstrand
- Devin Townsend
- Fredrik Nordström
- Greg Reely
- Orjan Ornkloo
- Jacob Hansen
- Jean-Francois Dagenais
- Alan Douches
- Matt Bayles
- Meshuggah
- Anders Fridén
- Nick Raskulinecz
- Andy Classen
- Andy Sneap
- Paul Trust
- Peter Tägtgren
- Scott Hull
- Suffocation
- Tue Madsen
- Waldemar Sorychta
- Zeuss
- Ben Schigel
- Zack Ohren
- Stefan Glaumann
- Brian Joseph Dobbs